# Haplolobus inaequifolius
Haplolobus inaequifolius là một loài thực vật thuộc họ Burseraceae. Đây là loài đặc hữu của Malaysia.